# City pop
City pop (em japonês: シティ・ポップ; romaniz.: Shiti poppu) é subgênero de música pop japonesa (j-pop), que surgiu no final da década de 1970 e atingiu o seu pico na década de 1980. Foi originalmente denominado como um desdobramento da "nova música" japonesa de influência ocidental, mas passou a incluir uma ampla gama de estilos - incluindo AOR, soft rock, R&B, funk e boogie - que foram associados a uma nascente explosão econômico do país e a classe do lazer. Também foi identificado com novas tecnologias como o walkman, carros com toca-fitas e aparelhos de som FM embutidos e vários instrumentos musicais eletrônicos.
Não há um consenso unificado entre os estudiosos sobre a definição de city pop. No Japão, a alcunha simplesmente se referia à música que projetava uma sensação "urbana" e cujo público-alvo eram os urbanos. Muitos dos artistas não abraçaram as influências japonesas de seus antecessores, e, em vez disso, se basearam largamente no soft rock, boogie e funk. Alguns exemplos também podem apresentar floreios tropicais ou elementos retirados dos gêneros disco, jazz fusion, Okinawa, música latina e caribenha. O cantor e compositor Tatsuro Yamashita, que esteve entre os pioneiros do gênero e um dos seus artistas de maior sucesso, às vezes é referenciado como o "rei" do city pop.
O city pop perdeu o apelo popular após a década de 1980 e foi ridicularizado pelas gerações japonesas mais jovens. No início de 2010, em parte pela instigação de blogs de compartilhamento de música e reedições japonesas, o city pop ganhou seguidores online internacionais, além de tornar-se um marco para os microgêneros baseados em samples conhecidos como vaporwave e future funk.

## Definições
As definições para o termo "city pop" variaram e muitos dos artistas identificados como pertencentes ao gênero, tocaram em estilos que são significativamente diferentes uns dos outros. Yutaka Kimura, autor de vários livros sobre city pop, definiu o gênero como "música pop urbana para aqueles com estilos de vida urbanos". Em 2015, Ryotaro Aoki escreveu para a publicação The Japan Times:
O termo foi originalmente usado para descrever uma ramificação da "nova música" emergente, influenciada pelo Ocidente, dos anos 1970 e 1980. City pop se referia a nomes como Sugar Babe e Eiichi Ohtaki, artistas que eliminaram as influências japonesas de seus antecessores e introduziram sons de jazz e R&B - gêneros considerados "urbanos" - em sua música . (...) O termo entrou e saiu do léxico musical desde então. (...) Com um termo tão vago e amplo quanto o city pop, é natural que ninguém mais esteja concordando com o que o rótulo realmente significa".
Jon Blistein escrevendo para a Rolling Stone, concordou que o city pop era "menos que um termo de gênero restrito do que uma classificação ampla de vibração". De acordo com o supervisor da Japan Archival Series, Yosuke Kitazawa, "não havia restrições de estilo ou gênero específico que queríamos transmitir com essas canções", mas que "foi uma música feita por pessoas da cidade para pessoas da cidade".  